# Music to Be Murdered By
Music to Be Murdered By je jedenácté studiové album amerického rappera a hudebního producenta Eminema. Album bylo vydáno bez předchozí propagace dne 17. ledna 2020 u vydavatelství Shady Records, Aftermath Entertainment a Interscope Records. Spolu s albem byl zveřejněn videoklip k písni „Darkness“. Jako hosty si na album Eminem přizval Eda Sheerana, Skylar Grey, Royce da 5'9", Black Thought, Q-Tip, Young M.A, Don Toliver, Anderson Paak a Juice Wrlda a další. Obal alba je inspirován přebalem alba Alfred Hitchcock presents Music to Be Murdered By z roku 1958, jehož autorem byl skladatel filmové hudby Jeff Alexander. Výkonným producentem alba byl Dr. Dre. Beaty vytvořil sám Eminem ve spolupráci s dalšími hudebními producenty.
V polovině prosince 2020 vyšla deluxe verze alba pojmenovaná Music to Be Murdered By: Side B s 16 novými písněmi.

## Po vydání
Singl "Darkness" debutoval na 28. příčce žebříčku Billboard Hot 100. Výborně se umístil také druhý singl "Godzilla" (ft. Juice Wrld) (3. příčka). Po vydání se v žebříčku Billboard Hot 100 umístilo dalších 10 písní, nejlépe: "Those Kinda Nights" (ft. Ed Sheeran) (31. příčka) a "Unaccommodating" (ft. Young M.A) (36. příčka).
Album debutovalo na 1. příčce žebříčku Billboard 200 s 279 000 prodanými kusy během prvního týdne prodeje v USA (po započítání streamů). Pro Eminema to bylo desáté po sobě jdoucí album, které dosáhlo 1. příčky. Stal se tak historicky prvním hudebníkem, který toho dosáhl. Současně je šestým hudebníkem (a druhým rapperem) v historii, který zaznamenal deset a více alb na prvním místě žebříčku, čímž vyrovnal úspěch Elvise Presleyho (10).
Po prosincovém vydání deluxe verze se album vyhouplo ze 199. příčky žebříčku Billboard 200 na 3. V prvním týdnu prodeje v USA od vydání deluxe verze se alba prodalo dalších 94 000 kusů (po kombinovaném započítání streamů).

## Seznam skladeb
Side A:
1. Premonition – Intro
2. Unaccommodating (feat. Young M.A)
3. You Gon' Learn (feat. Royce Da 5'9" & White Gold)
4. Alfred – Interlude
5. Those Kinda Nights (feat. Ed Sheeren)
6. In Too Deep
7. Godzilla (feat. Juice Wrld)
8. Darkness
9. Leaving Heaven (feat. Skylar Grey)
10. Yah Yah (feat. Royce Da 5'9", Black Thought, Q-Tip & Denaun)
11. Stepdad – Intro
12. Stepdad
13. Marsh
14. Never Love Again
15. Little Engine
16. Lock It Up (feat. Anderson Paak)
17. Farewell
18. No Regrets (feat. Don Toliver)
19. I Will (feat. KXNG Crooked, Royce Da 5'9" & Joell Ortiz)
20. Alfred – Outro

Side B (deluxe verze):
1. Alfred (Intro)
2. Black Magic (s Skylar Grey)
3. Alfred's Theme
4. Tone Deaf
5. Book of Rhymes (ft. DJ Premier)
6. Favorite Bitch (ft. Ty Dolla Sign)
7. Guns Blazing (ft. Dr. Dre a Sly Pyper)
8. Gnat
9. Higher
10. These Demons (ft. Maj)
11. Key (Skit)
12. She Loves Me
13. Killer
14. Zeus (ft. White Gold)
15. Thus Far (Interlude)
16. Discombobulated